# Артезианская археологическая экспедиция
Артезианская археологическая экспедиция — археологическая экспедиция, действующая на территории Крыма. Основана в 1987 году на базе одноимённого молодёжного археологического отряда Восточно-крымской археологической экспедиции Института археологии СССР Крымским филиалом Института археологии и Центром творчества детей и молодежи им. А. Косарева и московским лицеем № 1502 при МЭИ. В настоящий момент ААЭ Фонда содействия археологии и Центра археологических исследований МПГУ.
Экспедиция в сотрудничестве с крымскими научными и музейными структурами проводит научно-изыскательские работы по исследованию археологических памятников Боспорского царства в уникальном заповедном районе Крымского Приазовья — урочище Артезиан.

## История
Городище Артезиан открыто в 1986 году сотрудником ВКАЭ к. и. н. В. Г. Зубаревым, тогда же была проведена под руководством к. и. н. А. А. Масленникова шурфовка валов на территории городища. Систематические раскопочные работы проводились с 1988 года сначала Артезианским отрядом ВКАЭ, а с 1994 года — ААЭ.
Для исследования городища были размечены в 1989—1991 годах два раскопа: раскоп I, расположенный на верхнем плато возвышенности, у северного вала «Цитадели»; раскоп II — на южном склоне возвышенности за сильно оплывшим южным рвом «Цитадели».
В 2002 году в юго-западной части «Цитадели» размечен раскоп III. В 2010 году — на северо-западе городища — раскоп IV. В результате общая площадь раскопов достигла 7235 м². Коллекция хранится в фондах Восточно-Крымского историко-культурного музея-заповедника. Научные отчеты хранятся в ИА НАНУ, КФ НАНУ, Департаменте по охране культурного наследия Минкульта РК,  Восточно-крымском историко-культурном музее-заповеднике.
Руководит экспедицией Николай Игоревич Винокуров — доктор исторических наук, профессор, в.н.с. Центра египтологических исследований РАН, директор ЦАИ МПГУ, профессор кафедры истории древнего мира и средних веков им. В.Ф. Семёнова МПГУ.

## Научные достижения
Главным научным достижением экспедиции является открытие на городище Артезиан слоя пожара времени римско-боспорской войны 44/45-49 гг. н. э. и раскопки южного теменоса городища с храмом Зевса Генарха и Сотера. Здесь в большом количестве найдены амфоры, простые гончарные кувшины и миски, части краснолаковых открытых сосудов, боспорские бронзовые и золотая монеты, римский железный меч, наконечники железных трёхлопастных стрел, ножи и мечи, пращевые ядра, остатки бронзовых шлемов, раздавленные и оплавленные стеклянные сосуды, пластины от доспехов, остатки женских украшений и металлических деталей одежды.
Наиболее интересными находками оказались остатки двух деревянных шкатулок с женскими украшениями, ювелирными изделиями, боспорскими и римскими монетами. Они были закопаны в яму из-под пифоса до начала пожара и, вероятно, являлись жертвоприношениями подземным божествам. Эти находки, полностью состоящие из монет царя Боспора Митридата VIII, не имеют аналогов и ранее не встречались при исследовании городища.
Из последних находок экспедиции на городище Артезиан 2020—2024 гг. следует упомянуть найденный впервые в истории изучения Северного Причерноморья древнейший клад палеолитических орудий эпохи ашелль, раскопан античный храм Зевса Генарха и Сотера с 20-ю тоннами деталей дорического ордера, мраморными украшениями, остатками рельефов и скульптур, включая сенсацию 2023 — голову мраморной статуи Зевса, погребальные стелы с эпитафиями боспорским воинам, насельникам городища, посвятительные надписи царя Фарнака II, противника Цезаря в 47 г. до н. э. в битве при Зеле («Пришёл, увидел, победил»). В 2024 г. найден и торс статуи Зевса, части рук и постамента.
Многолетние исследование городища и некрополя Артезиан в Крымском Приазовье далеки от завершения, тем не менее, полученные археологические комплексы закрытых находок, дают новые данные о структуре, хронологии, периодизации памятника, его предназначении и функции в историческом прошлом на царской хоре Европейского Боспора. Нет никаких сомнений в том, что городище являлось на протяжении нескольких веков резиденцией должностных лиц боспорских государей, было значимым религиозным центром и выполняло важные задачи по обеспечению обороны и экономического благополучия царского домена в урочище Артезиан.
Раскопки 2022–2024 гг. на южном теменосе городища Артезиан согласно свидетельствуют о важном религиозно-культовом значении храмовых священных территорий военной крепости, охранявшей узел коммуникаций царской хоры между Пантикапеем и портами Азовского моря. Почитание Зевса Генарха и Сотера вполне сочеталось с культом обожествлённого боспорского правителя.
Результаты раскопок 2024 г. показывают, что серия значимых открытий Артезианской Археологической Экспедиции продолжается и открывает новую историческую полосу в 38-летней истории экспедиции. Научные результаты работ последних лет находятся в стадии обработки, и тем не менее вполне понятно, что новые материалы закладывают векторы научного изучения памятников урочища Артезиана на несколько десятилетий вперёд. Находки ордерных деталей из мрамора и известняка являются знаковыми и помогут реконструкции храма и алтарей, построенных Митридатом Евпатором Дионисом и его сыном Фарнаком. 
Научные удачи и открытия ААЭ (такие как находка головы и торса статуи Зевса) являются заслугой всего экспедиционного коллектива, неустанные труды которого и помощь наших коллег из Восточно-Крымского историко-культурного заповедника приближают время создания в урочище Артезиан археологического парка и музея под открытым небом, центром которого будет являться одноимённое городище и его некрополь.

### Монографии и публикации
- Винокуров Н. И. Археологические памятники урочища Артезиан в Крымском Приазовье. М. 1998.
- Винокуров Н. И. Виноделие античного Боспора. Москва. 1999.
- Винокуров Н. И. Виноградарство и виноделие античных государств Северного Причерноморья. Симферополь-Керчь.2007.
- Винокуров Н. И. Археологические памятники в Крымском Приазовье (по материалам ААЭ 1988—2011). 2012. Издательство: Lap Lambert academic publishing. Германия.
- Винокуров Н. И. Некрополь городища Артезиан на Европейском Боспоре. материалы раскопок 1999—2007 гг. Симферополь-Керчь. 2014.
- Винокуров Н. И. Фесенко А. В. 2021. Зольная траншея с захоронением поросенка и черепа свиньи – новый жертвенный комплекс античного времени городища Артезиан в Крымском Приазовье // Проблемы истории, филологии, культуры. №1 (71) (2021), 59–97. DOI: 10.18503/1992–0431–2021–1–71–59–97.
- Винокуров Н. И., 2022. Опыт изучения археологических памятников урочища Артезиан в     Крымском Приазовье // Thracia Balcanica. Sofia. Bulgaria.1,9–34.
- Винокуров  Н.И., Пономарев Л.Ю. 2022. О захоронениях на     салтово-маяцких поселениях Керченского полуострова (по материалам раскопок     городища Артезиан) // Хазарский альманах / Ред. кол.: О. Б. Бубенок (глав.     ред.), В. Я. Петрухин (зам. глав. ред.) и др. – Москва: Индрик, 2021–2022. Т. 18. С. 39–77.
- Винокуров Н.И., Яйленко В. П., 2022. ВТОРАЯ ЭПИТАФИЯ С ГОРОДИЩА     АРТЕЗИАН В КРЫМСКОМ ПРИАЗОВЬЕ // Проблемы истории, филологии, культуры 2     (76) (2022). С. 31–52. МОСКВА–МАГНИТОГОРСК–НОВОСИБИРСК. 2022. С. 227. – DOI: 10.18503/1992–0431–2022–1–76–31–52.
- Винокуров Н.И., Яйленко В. П.,     2022. ТРЕТЬЯ     ЭПИТАФИЯ С ГОРОДИЩА АРТЕЗИАН В КРЫМСКОМ ПРИАЗОВЬЕ // Проблемы истории,     филологии, культуры 3 (77) (2022). С. 95–134.     МОСКВА–МАГНИТОГОРСК–НОВОСИБИРСК. 2022. С. 241. – ВАК. DOI: 10.18503/1992–0431–2022–3–77–95–134.
- Винокуров     Н.И., Майко В.В., Пономарёв Л.Ю., 2022. Новые поселения золотоордынского и     османского времени близ городища Артезиан в Восточном Крыму // Поволжская     археология. №4(42). С. 172–184. УДК 904 «04/14». https://doi.org/10.24852/pa2022.4.42.172.184.
- Винокуров Н. И., 2022. Итоги работ     Артезианской археологической экспедиции в Крымском Приазовье в 2021 году     // История и археология Крыма // Сборник кратких сообщений по итогам     полевого археологического сезона 2021 года на Крымском полуострове. / Ответственный редактор В. В. Майко. Симферополь: ИТ «Ариал», 2022. 276 с.,     ил. ISBN 978–5–907656–08–6. С. 52–57.
- Гольева А.А., Винокуров Н.И., 2022.  Антропогенная трансформация ландшафтов в античное время (на примере     городища Артезиан в Крымском Приазовье) // Динамика экосистем в голоцене.     Сборник статей по материалам всероссийской научной конференции,     Санкт-Петербург, 17–21 октября 2022 года / отв. ред. Д. А. Субетто.  Санкт-Петербург: Изд-во РГПУ им. А. И. Герцена, 2022.  516 c. С.413–416.
- Слепченко С. М., Винокуров Н. И., Бабенко А. Н., Хрусталев А. В., Иванов С. Н., 2022. Результаты археопаразитологического и палинологического исследования культурных слоев античного поселения Артезиан (Восточный Крым) // Нижневолжский археологический вестник. Т. 21, № 2. С. 184–207. DOI: https://doi.org/10.15688/nav.jvolsu.2022.2.12
- Винокуров. Н. И. 2023. Артезиан: феномен места — от палеолита до средневековья // Боспорский феномен: quarta pars saeculi. Итоги, проблемы, дискуссии. Материалы международной научной конференции. — СПб.: Издательство «Чистый лист», 2023. — 464 с. ISBN 978–5–901528–96–9. С. 115–119.
- Винокуров Н.И. 2023. Два типа гробниц северо-восточного некрополя городища Артезиан (раскоп 12, 2019 г.) // ДБ. Т. 28. М. М., 2023. С. 73–104. 504 с.
- Винокуров Н.И. 2024. Южный теменос городища Артезиан в Крымском Приазовье (новые находки Артезианской археологической экспедиции 2022–2023 гг.) // Сборник материалов Международной научно-практической конференция «Археология и история Боспора. (9–12 августа 2023 г.). Симферополь. С. 22–34.
- Винокуров Н.И., Мацнев Д. В., Фесенко А. В. 2024. Храм Зевса Генарха городища Артезиан:     проблема астрономического и пространственного ориентирования // ПИФК. 3.     С. 150–154. DOI: 10.18503/1992-0431-2024-3-85-150–164.
- Винокуров Н.И. 2024. Землетрясение второй половины III в. н. э. и новый жертвенник     хтоническим богам на городище Артезиан // ДБ. Т. 29. М., 1–18. – РИНЦ.
- Винокуров Н.И., Яйленко В.П., 2024. Храм Зевса Генарха с посвятительной надписью царя Фарнака на городище Артезиан в Крымском Приазовье // Проблемы истории, филологии, культуры 4 (2024). С. 257–297. DOI: 10.18503/1992-0431-2024-4-86-257–297.